# Kateretes rufilabris
Kateretes rufilabris is een keversoort uit de familie bastaardglanskevers (Kateretidae). De wetenschappelijke naam van de soort werd in 1807 gepubliceerd door Latreille.